# Land van Vollenhove

Wapen met schildhouder Stad Vollenhove

Het Land van Vollenhove is een historische landstreek in de Kop van Overijssel, ten noorden van het Zwarte Water en het Meppelerdiep. Het valt vrijwel samen met de gemeente Steenwijkerland. Vollenhove, wellicht voortgekomen uit de gouw Umbalaha, was oorspronkelijk een van de drie Overijsselse kwartieren. Tot de reformatie was de streek echter, gezamenlijk met de Stellingwerven, onderdeel van het decanaat Drenthe. Het drostambt Vollenhove omvatte de schoutambten Giethoorn, Kuinre en Blankenham, Oldemarkt, Paasloo en IJsselham, Steenwijk, Vollenhove en Wanneperveen en de steden Steenwijk, Vollenhove en Blokzijl.

## Geografie
Het oudst bewoonde deel van het Land van Vollenhove is het keileemeiland, maximaal 8 tot 10 meter hoog en bestaande uit een groot oostelijk deel (met onder andere Barsbeek, Leeuwte en Sint Jansklooster) en een kleiner zuidwestelijk gedeelte (De Voorst). Van de houtwallen die oorspronkelijk in het keileemgebied voorkwamen, is weinig meer over. Het jongere klei-op-veen- en veengebied, strookvormig verkaveld, werd voor het grootste deel verveend, op een zeer onregelmatige manier. Dit resulteerde in een zogenaamd kraggenlandschap met grote meren, de wieden, met als grootste het Beulakerwijde en het Belterwijde (zie ook De Wieden); alleen het Giethoornsche Meer is van natuurlijke oorsprong.

## Geschiedenis
De eerste vermelding van de naam Vollenhove is in een giftbrief van 944 als koning Otto I het jachtrecht van het woud van Vollenhove, het bos Fulnaho, schenkt aan bisschop Balderik van Utrecht. Mogelijk herinnert het hert dat als schildhouder dient bij het wapen van Vollenhove daar aan.
Het Land van Vollenhove was vanaf de Late Middeleeuwen tot het einde van de Republiek der Zeven Verenigde Nederlanden in 1795 het kleinste van de drie kwartieren of gewesten van Overijssel. Het gebied valt samen met wat tegenwoordig de Kop van Overijssel heet.
In het Land van Vollenhove lagen de kleine steden Vollenhove en Steenwijk. In Vollenhove had Godfried van Rhenen, bisschop van Utrecht en landsheer van Vollenhove van 1156-1178, een dwangburcht tegen de Friezen laten bouwen, het Oldehuis. Hierbij ontstond later het stadje Vollenhove. Dit stadje, oorspronkelijk Op den Camp geheten, kreeg in 1354 stadsrechten.
In het land van Vollenhove lagen verscheidene havezaten. De grootste concentratie lag rond Vollenhove zelf. Andere havezaten waren De Eeze in het schoutambt Steenwijk en Paasloo.
De grenzen van het drostambt werden in het noorden gevormd door de Kuinder en de Linde, in het westen door de Zuiderzee, in het zuiden door het Zwarte Water en het Meppelerdiep in het zuidoosten. De overige noordoostelijke grenzen met Drenthe en de Stellingwerven werden niet door (natuurlijke) waterwegen gevormd.
In de 16e eeuw kwam in de omgeving van Vollenhove de turfwinning op gang door de aanleg van de Arembergergracht voor de afvoer van de turf. De intensieve winning maakte het landschap kwetsbaar, en de novemberstormen van 1775 en 1776, met doorbraken van de Zuiderzeedijk, maakten een einde aan de bewoning van de dorpen zoals Beulake. De zo ontstane waterplassen worden De Wieden genoemd.

## Schoutambten en stadsgerichten
Het Land van Vollenhove had de volgende lagere bestuurseenheden, de schoutambten:
- Giethoorn
- Kuinre en Blankenham
- Oldemarkt, Paasloo en IJsselham
- Steenwijk
- Vollenhove
- Wanneperveen

en de stedelijke rechtsgebieden:
- Steenwijk
- Vollenhove
- Blokzijl